# Hildebrand Jacob

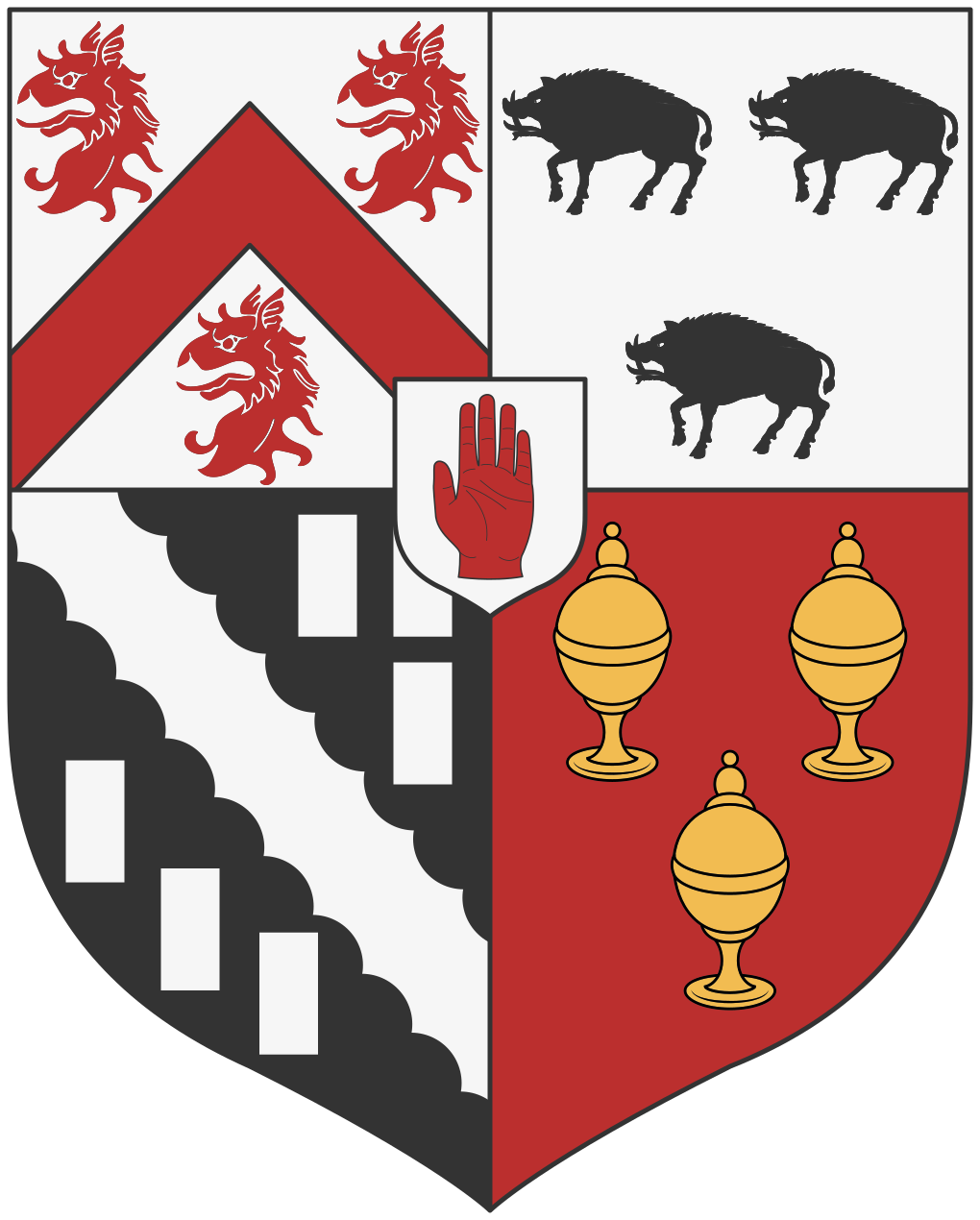
Les armoiries de Jacob de Bromley, Sir Hildebrand Jacob, 4e baronnet.

Hildebrand Jacob (1692 ou 1693–1739) est un poète et dramaturge britannique, dont les œuvres majeures comprennent le poème épique Brutus le Troyen et le drame en vers tragique La Constance fatale. Ses œuvres complètes (intitulées The Works of H. Jacob, Esqr. ) sont publiées en 1735.

## Biographie
Son père, Sir John Jacob, est troisième baronnet de Bromley, Middlesex (vers 1665-1740) et sa mère s'appelle Dorothy (vers 1662-1749). Sir John a servi dans l'armée de 1685 à 1702, et participé à la bataille de Killiecrankie et en Irlande.
Suivant son père, Hildebrand sert dans l'armée jusqu'en 1715, puis, en 1717, il épouse Meriel, fille d'un autre baronnet, Sir John Bland de Kippax-Park, Yorkshire. Ils ont un fils, également Hildebrand, et une fille, Anne. Ils s'installent à West Wratting, dans le Cambridgeshire.
Il accompagne Montesquieu en 1728 lors du voyage de celui-ci en Italie. Dans son  Spicilège, Montesquieu écrit : « J'ai été voir bien des tableaux à Vienne avec M. Jacob. C'est à lui que je dois une idée de l'art de la peinture ».
Il ne succède pas à son père, car il meurt en 1739, un an avant Sir John. Son fils, Sir Hildebrand Jacob (1717 ou 1718–1790) succéde à Sir John à sa mort le 31 mars 1740, devenant ainsi le quatrième baronnet. Le jeune Sir Hildebrand est connu comme un érudit, en particulier en hébreu.

## Brutus le Troyen
Brutus le Troyen (1735 ) est un poème épique sur Brutus de Troie, le fondateur légendaire de la Bretagne, selon les histoires de Nennius et Geoffroy de Monmouth.

## Pièces de théâtre
Parmi ses pièces, on trouve la tragédie La Constance fatale (1723). Il écrit des comédies : Le Nid de pièces (1738) comprend Le Prodigue réformé, L'Heureuse constance et L'Épreuve de l'amour conjugal.

## Autres œuvres
Jacob produit un certain nombre d'œuvres libertines, dont probablement The Curious Maid (1720), bien que celle-ci soit parfois attribuée à Matthew Prior (1664–1721).
Parmi ses autres œuvres : Bedlam (1723), Chiron à Achille (1732), Hymne à la déesse du silence (1734), Des arts sœurs : un essai (1734), Le progrès de la religion (1737) et Donna Clara à sa fille Teresa : une épître (1737).

## Portrait
La National Portrait Gallery de Londres possède une gravure de lui réalisée par Jacobus Houbraken d'après George Knapton (NPG D18752).